# 佩尔特尔施泰因
佩尔特尔施泰因是奥地利施蒂利亚州费尔德巴赫县的一个市镇。总面积9.29平方公里，总人口829人，人口密度89.2人/平方公里（2001年）。